# Michele Marelli (architetto)

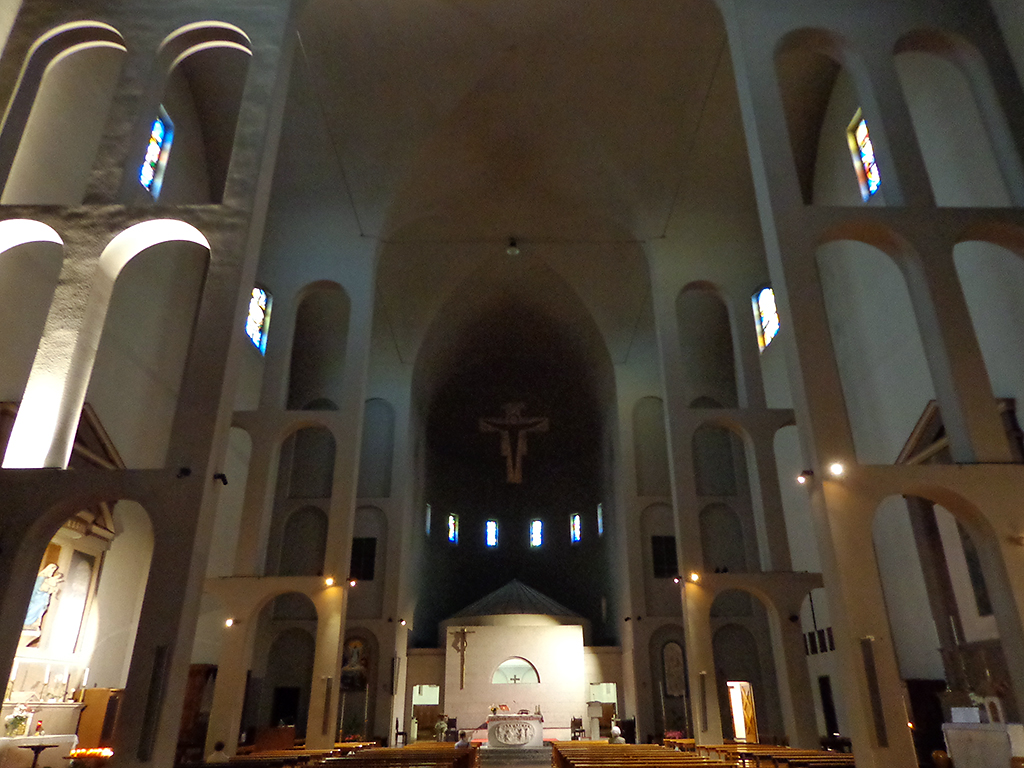
Interno della chiesa di sant'Elena a Milano, opera di Michele Marelli

Michele Marelli (Monza, 20 dicembre 1897 – Lecco, 1977) è stato un architetto e designer italiano.

## Biografia
Dopo aver aperto a Milano nel 1924 uno studio professionale con Tomaso Buzzi , i due entrano in relazione con Emilio Lancia e Gio Ponti, costituendo "una sorta di quadrumvirato" che promuove, contro le cautele della cultura accademica e "il disordine eclettico" una "tendenza neoclassica" che "diventa a Milano un punto di riferimento culturale per molti giovani architetti". Marelli si caratterizza nel gruppo per la severità delle linee e per "quella semplificazione delle forme che orienterà il gusto verso lo stile "Novecento". Nel 1927 si uniscono al gruppo Paolo Venini e Pietro Chiesa e insieme fondano "Il Labirinto", con l'idea di proporre "oggetti e mobili destinati a un pubblico alto borghese" in un gusto compreso fra l'Art déco e lo stile Novecento.
Nel 1927, assieme ai colleghi con cui è radunato nel "Club degli urbanisti milanesi" presenta il progetto "Forma Urbis Mediolani" per il concorso per il nuovo piano regolatore di Milano contenente la proposta del nuovo asse stradale cittadino detto Racchetta, che sarà parzialmente messo in opera nel dopoguerra .
Nel 1930 crea la fontana che sarà posta all'ingresso della villa di Monza per la IV Triennale di Milano, il cui stile mostrava la contraddizione in atto fra modernità e storicismo .
Nel 1931 si occupò della sistemazione dell'Arco di Marco Aurelio a Tripoli.
Per la Triennale del 1933 espone una "sala di musica" con un pianoforte e un "mobile intagliato con doppi sportelli, uno di specchio e un altro sovrapposto a fasce di noce opaco"  e, con Emilio Lancia e Giuseppe Serafini, la Villa di campagna di Mino Fiocchi.

## Opere principali
- 1927 - III Triennale - Libreria chiusa nella sala de Il Labirinto [10]
- 1927 - III Triennale - Specchio-lampada nella sala de Il Labirinto [11]
- 1930  - IV Triennale - Fontana nel Cortile d'onore della Villa reale di Monza [12]
- 1933 - V Triennale - Saletta della musica (con Pianoforte e Mobile) [13]
- 1935 Milano, allestimento dell'atrio del Palazzo dell'Arte, Milano, Fondazione La Triennale[14]
- 1940 Chiesa di Sant'Elena a Milano